# Dunkleosteus newberryi
A Dunkleosteus newberryi a Placodermi osztályának Arthrodira rendjébe, ezen belül a Dunkleosteidae családjába tartozó faj.

## Tudnivalók
A Dunkleosteus newberryi a New York állami Genesee group lelőhelynél került elő. A késő devon kori Frasni korszakban élt. Ezt az állatot, főleg egy 28 centiméteres éles, csőrszerű, elcsontosodott lemeznek köszönhetően ismerünk. Ez a csőrszerű képződmény, az őshalaknál a fogakat helyettesítette.
Először Dinichthys newberryi néven írták le.

## Fordítás
- Ez a szócikk részben vagy egészben  a   Dunkleosteus című angol Wikipédia-szócikk ezen változatának fordításán alapul.  Az eredeti cikk szerkesztőit annak laptörténete sorolja fel. Ez a jelzés csupán a megfogalmazás eredetét és a szerzői jogokat jelzi, nem szolgál a cikkben szereplő információk forrásmegjelöléseként.